# Platycerus delicatulus
Platycerus delicatulus là một loài bọ cánh cứng trong họ Lucanidae. Loài này được delicatus Lewis mô tả khoa học năm 1883.